# Хуан Альберт Вілока
Хуан Альберт Вілока (ісп. Juan Albert Viloca; нар. 17 січня 1973) — колишній іспанський тенісист.
Найвищу одиночну позицію світового рейтингу — 47 місце досяг 14 липня 1997, парну — 204 місце — 3 листопада 2003 року.
Здобув 5 одиночних та 1 парний титул.
Найвищим досягненням на турнірах Великого шолома було 2 коло в одиночному розряді.

## Фінали турнірів ATP за кар'єру

### Одиночний розряд: 2 (2 поразки)
| Легенда                                     |
| ------------------------------------------- |
| Турніри Великого шолома (0–0)               |
| Фінали Світового туру ATP (0–0)             |
| Серія Мастерс 1000 Світового Туру ATP (0–0) |
| Серія 500 Світового туру ATP (0–0)          |
| Серія 250 Світового туру ATP (0–2)          |

| Титули за покриттям |
| ------------------- |
| Тверде (0–0)        |
| Ґрунт (0–2)         |
| Трава (0–0)         |
| Килим (0–0)         |

| Титули за типом корту |
| --------------------- |
| Відкритий (0–2)       |
| Закритий (0–0)        |

| Результат | В-П | Дата     | Турнір                           | Рівень           | Покриття | Суперник         | Рахунок       |
| --------- | --- | -------- | -------------------------------- | ---------------- | -------- | ---------------- | ------------- |
| Поразка   | 0–1 | Лип 1997 | Гштад, Швейцарія                 | Серія Інтернешнл | Ґрунт    | Фелікс Мантілья  | 1–6, 4–6, 4–6 |
| Поразка   | 0–2 | Жов 1997 | Abierto Mexicano TELCEL, Мексика | Серія Інтернешнл | Ґрунт    | Франсіско Клавет | 4–6, 6–7(7–9) |

## Фінали ATP Челленджер і ITF Ф'ючерс

### Одиночний розряд: 16 (7–9)
| Легенда              |
| -------------------- |
| ATP Челленджер (5–3) |
| ITF Ф'ючерс (2–6)    |

| Фінали за покриттям |
| ------------------- |
| Тверде (0–0)        |
| Ґрунт (7–9)         |
| Трава (0–0)         |
| Килим (0–0)         |

| Результат | В-П | Дата     | Турнір                         | Рівень     | Покриття | Суперник                  | Рахунок       |
| --------- | --- | -------- | ------------------------------ | ---------- | -------- | ------------------------- | ------------- |
| Поразка   | 0–1 | Лют 1995 | Мендоса, Аргентина             | Челленджер | Ґрунт    | Йохан ван Херк            | 6–7, 1–6      |
| Перемога  | 1–1 | Сер 1996 | Мерано, Італія                 | Челленджер | Ґрунт    | Лукас Арнольд Кер         | 7–6, 6–4      |
| Перемога  | 2–1 | Сер 1996 | Аліканте, Іспанія              | Челленджер | Ґрунт    | Браніслав Галік           | 6–3, 7–5      |
| Перемога  | 3–1 | Сер 1996 | Ґрац, Австрія                  | Челленджер | Ґрунт    | Домінік Грбатий           | 6–7, 6–2, 6–2 |
| Перемога  | 4–1 | Сер 1998 | Женева, Швейцарія              | Челленджер | Ґрунт    | Юнес Ель-Айнауї           | 6–3, 6–4      |
| Поразка   | 4–2 | Кві 1999 | Неаполь, Італія                | Челленджер | Ґрунт    | Хуан Карлос Ферреро       | 6–3, 6–7, 1–6 |
| Перемога  | 5–2 | Чер 1999 | Айзенах, Німеччина             | Челленджер | Ґрунт    | Томас Беренд              | 7–6, 6–4      |
| Поразка   | 5–3 | Лют 2003 | Іспанія F2, Algezares          | Ф'ючерс    | Ґрунт    | Сальвадор Наварро         | 6–4, 2–6, 5–7 |
| Поразка   | 5–4 | Чер 2003 | Турин, Італія                  | Челленджер | Ґрунт    | Оскар Серрано             | 2–6, 2–6      |
| Поразка   | 5–5 | Гру 2003 | Іспанія F29, Понтеведра        | Ф'ючерс    | Ґрунт    | Сантьяго Вентура Бертомеу | 2–6, 3–6      |
| Поразка   | 5–6 | Кві 2006 | Іспанія F10, Лоха              | Ф'ючерс    | Ґрунт    | Пабло Сантос Гонсалес     | 2–6, 4–6      |
| Поразка   | 5–7 | Тра 2006 | Іспанія F16, Реус              | Ф'ючерс    | Ґрунт    | Хосе-Луїс Мугуруса        | 3–6, 6–0, 2–6 |
| Перемога  | 6–7 | Січ 2007 | Іспанія F2, Кальвія            | Ф'ючерс    | Ґрунт    | Хав'єр Хенаро-Мартінес    | 2–6, 7–5, 6–2 |
| Перемога  | 7–7 | Тра 2007 | Іспанія F17, Льєйда            | Ф'ючерс    | Ґрунт    | Ромен Жуан                | 6–4, 6–3      |
| Поразка   | 7–8 | Тра 2007 | Іспанія F18, Балагер (Іспанія) | Ф'ючерс    | Ґрунт    | Габрієль Трухільйо Солер  | 7–5, 5–7, 0–6 |
| Поразка   | 7–9 | Чер 2007 | Італія F19, Л'Аквіла           | Ф'ючерс    | Ґрунт    | Андреас Гайдер-Маурер     | 5–7, 4–6      |

|}

### Парний розряд: 8 (2–6)
| Легенда              |
| -------------------- |
| ATP Челленджер (1–2) |
| ITF Ф'ючерс (1–4)    |

| Фінали за покриттям |
| ------------------- |
| Тверде (0–0)        |
| Ґрунт (2–6)         |
| Трава (0–0)         |
| Килим (0–0)         |

| Результат | В-П | Дата     | Турнір              | Рівень     | Покриття | Партнер                    | Суперники                              | Рахунок            |
| --------- | --- | -------- | ------------------- | ---------- | -------- | -------------------------- | -------------------------------------- | ------------------ |
| Поразка   | 0–1 | Кві 2003 | Санремо, Італія     | Челленджер | Ґрунт    | Жоан Бальсельс             | Даніеле Браччалі Амір Хадад            | 2–6, 4–6           |
| Перемога  | 1–1 | Чер 2003 | Лугано, Швейцарія   | Челленджер | Ґрунт    | Жоан Бальсельс             | Алекс Лопес Морон Андрес Шнейтер       | 6–4, 6–4           |
| Поразка   | 1–2 | Чер 2006 | Мілан, Італія       | Челленджер | Ґрунт    | Фред Жіл                   | Джорджо Галімберті Харел Леві          | 3–6, 3–6           |
| Поразка   | 1–3 | Січ 2007 | Іспанія F1, Менорка | Ф'ючерс    | Ґрунт    | Хорді Марсе-Відрі          | Гієм Бурнйоль Адріан Менендес Масейрас | 3–6, 6–7(4–7)      |
| Поразка   | 1–4 | Лют 2007 | Іспанія F4, Мурсія  | Ф'ючерс    | Ґрунт    | Антоніо Бальдельйоу-Естева | Хорді Марсе-Відрі Карлес Поч Градін    | 2–6, 1–6           |
| Перемога  | 2–4 | Бер 2007 | Іспанія F8, Менорка | Ф'ючерс    | Ґрунт    | Антоніо Бальдельйоу-Естева | Хорді Марсе-Відрі Марк Форнель Местрес | 7–6(8–6), 2–6, 6–3 |
| Поразка   | 2–5 | Вер 2007 | Іспанія F33, Ов'єдо | Ф'ючерс    | Ґрунт    | Педро Клар                 | Серхіо Перес Перес Пабло Сантос        | 2–6, 1–6           |
| Поразка   | 2–6 | Січ 2008 | Іспанія F2, Майорка | Ф'ючерс    | Ґрунт    | Григор Димитров            | Жюльєн Жанп'єр Ксав'є Пюжо             | 5–7, 2–6           |

## Досягнення
| W | Ф | ПФ | ЧФ | #Р | КТ | К# | DNQ | A | NH |

### Одиночний розряд
| Турніри Великого шлему                 |     |     |     |     |     |     |     |     |     |              |              |              |       |     |     |
| Відкритий чемпіонат Австралії з тенісу | К1р | К1р |     |     | 1р  | 1р  |     |     | К1р |              |              | К2р          | 0 / 2 | 0–2 | 0%  |
| Відкритий чемпіонат Франції з тенісу   | К2р | К2р | К1р |     | 2р  | 2р  | К2р |     | К3р |              |              | К2р          | 0 / 2 | 2–2 | 50% |
| Вімблдонський турнір                   |     |     | 1р  |     | 2р  | 1р  |     |     |     |              |              | К1р          | 0 / 3 | 1–3 | 25% |
| Відкритий чемпіонат США з тенісу       | К2р |     | 1р  |     | 1р  |     |     |     |     |              |              |              | 0 / 2 | 0–2 | 0%  |
| В-П                                    | 0–0 | 0–0 | 0–2 | 0–0 | 2–4 | 1–3 | 0–0 | 0–0 | 0–0 | 0–0          | 0–0          | 0–0          | 0 / 9 | 3–9 | 25% |
| Тур ATP Мастерс 1000                   |     |     |     |     |     |     |     |     |     |              |              |              |       |     |     |
| Індіан-Веллс                           |     |     | К3р | К1р | К1р | 1р  |     |     |     | К2р          |              |              | 0 / 1 | 0–1 | 0%  |
| Відкритий чемпіонат Маямі з тенісу     | К1р | К1р | К2р | К2р | 1р  | 1р  | К1р | 1р  | К1р |              |              |              | 0 / 3 | 0–3 | 0%  |
| Монте-Карло                            | К1р |     | К1р | К2р |     | 2р  |     |     | К1р |              |              |              | 0 / 1 | 1–1 | 50% |
| Гамбург                                | К2р |     |     |     |     |     |     |     |     |              |              |              | 0 / 0 | 0–0 | –   |
| Мастерс Рим                            | К2р | К1р |     |     |     |     |     |     |     |              |              |              | 0 / 0 | 0–0 | –   |
| Штутгарт                               | К1р | 2р  |     |     |     | К1р | К2р |     |     | Не проводили | Не проводили | Не проводили | 0 / 1 | 1–1 | 50% |
| В-П                                    | 0–0 | 1–1 | 0–0 | 0–0 | 0–1 | 1–3 | 0–0 | 0–1 | 0–0 | 0–0          | 0–0          | 0–0          | 0 / 6 | 2–6 | 25% |

## Перемоги над гравцями першої 10-ки
| #    | Гравець        | Рейтинг | Турнір           | Покриття | Р-д | Рахунок            |
| ---- | -------------- | ------- | ---------------- | -------- | --- | ------------------ |
| 1997 |                |         |                  |          |     |                    |
| 1.   | Марсело Ріос   | 9       | Гштад, Швейцарія | Ґрунт    | 2р  | 6–3, 7–6(7–3)      |
| 2.   | Алекс Корретха | 6       | Гштад, Швейцарія | Ґрунт    | ПФ  | 3–6, 7–6(7–5), 6–4 |